# Konklavet 1799–1800
 Konklavet 1799-1800  fandt sted i Venedig og valgte efterfølgeren til pave Pius VI, som døde i fransk fangeskab i Valence den 29. august 1799. Konklavet trådte sammen den 30. november 1799 og varede indtil den 14. marts 1800, da kardinalerne valgte Giorgio Barnaba Luigi Chiaramonti, som tog navnet Pius VII, til pave.

## Under Østrigs beskyttelse
Efter Pius' død i fransk fangeskab i Valence ved Rhône den 28. august 1799 mødtes konklavet den 30. november. Som følge af en beslutning Pius VI havde foretaget i november 1798 skulle det finde sted i den by i det katolsk styrede land, hvor der ved hans død befandt sig flest kardinaler. Han ønskede med dette at forhindre at franskmændene kunne styre valget, eller at franskmændene indkaldte til et modkonklave i Frankrig. Man vidste, at han havde tænkt sig, at det skulle holdes i Venedig, som var under kejserligt styre, men han havde ikke foreskrevet dette eftertrykkeligt.
Det viste sig dog at være Venedig, der opfyldte de pavelige specifikationer. Der var 33 af Den katolske kirkes kardinaler som trådte sammen i benediktinerklosteret San Giorgio på øen San Giorgio Maggiore. Efter et stykke tid ankom nok en; den østrigske kardinal Franziskus Herzan von Harras.
Venedig var, som også store dele af Nord-Italien, dengang under Østrigsk styre. Under valget stod kardinalerne under østrigsk beskyttelse – den tysk-romerske kejser Frans II påtog sig desuden mange udgifter knyttet til pavevalget. Desuden var kardinal Francisco Antonio de Lorenzana y Butrón af Toledo vigtig; han støttede konklavet bl.a. ved at finansiere mange fattige kardinalers rejseudgifter.

## Konklavets forløb
Allerede da kardinalerne ankom var den dårlige stemning til at tage at føle på.

### Fraktionerne
Til at begynde med holdt zelantigruppen klar afstand fra enhver storpolitisk partidannelse, selv om deres mål om at bevirke en genoprettelse af Kirkestaten realistisk set ville tale til fordel for en kandidat, som hældede i østrigsk retning. Zelantiene var optaget af at kæmpe for Pavestolens fulde rettigheder, men dets medlemmer holdt distance både til det østrigske parti og til de moderate, som vel var beredt til kompromiser, men som i virkeligheden var fjendtligt stemt overfor Østrig. Moderati-partiet var villige til at tilpasse sig Kirkestatens undergang som et blivende historisk faktum.
Det var imidlertid ikke til at undgå at medlemmer af zelantiene efterhånden rykkede mod den ene eller anden af de to grupper, men disse grupper var imidlertid så indbyrdes splittede, at det var meget vanskeligt for dem at manøvrere. Derfor tog det flere uger før nogen af deres ledere — Herzan for Østrig og Albani for de moderate — vovede for alvor at komme frem med en kandidat.
Imens holdt hofferne i det franskvenlige Napoli og Wien nøje øje med hinanden med tanke på fremtiden for Kirkestaten, som var blevet afskaffet af stormagterne og hvis territorier Napoli og Wien havde forsynet sig med. De erklærede sig villige til at give områderne tilbage, hvis bare den anden part tog det første skridt. Men ingen af dem ville tage det første skridt i mangel på gensidige garantier. Hverken kejser Frans II eller kong Ferdinand IV syntes at have særlig tillid til en "gentlemen's agreement" mellem de to.

### Kardinal Bellisomi lanceres
Processen gik i baglås, fordi flere kandidater blev blokeret, da de ikke passede enten franskmændene eller østrigerne. Til at begynde med fik den afdøde pave Pius VIs protegé, kardinal Carlo Bellisomi en del tilslutning og blev næsten valgt, men en aktiv minoritet blokerede ham, samtidigt med at kardinal Herzan fremlagde et østrigsk veto mod ham.

### Kardinal Mattei lanceres
Det østrigske parti foretrak klart kardinal Alessandro Mattei frem for Bellisomi, og i begyndelsen af februar mente Herzan at tiden var inde til at præsentere hans kandidatur. Mattei var en af de kardinaler, der havde støttet Tolentino-traktaten, og man kunne dermed regne med, at han ville holde sig til den som pave. Dette passede det østrigske parti (Østrig havde profiteret stort ved opdelingen af Kirkestaten som fandt sted efter Tolentino), men at få en så sandsynlig tilhænger af traktaten udgjorde en for kraftig udfordring mod de øvrige kardinaler.
Dermed var det lykkedes Herzan at blive omstridt på grund af sin deklaratoriske stil, og fordi det blev klart at han som kejserens repræsentant ville modarbejde enhver kardinal som kom fra Frankrig, Spanien, Piemonte, Sardinien, Sicilien eller Napoli. Dermed var valgmulighederne stærkt indskrænket i et konklave der som udgangspunkt havde exceptionelt få kandidater.
Dette førte til at de forskellige fraktioner indenfor den anti-østrigske fløj udviklede et stærkere samarbejde. Albanis parti udviste en så stærk og ubrudt front, at man hen mod slutningen af februar måtte opgive Matteis kandidatur.

### Kardinal Gerdil lanceres
Men det var en ting at forene oppositionen til forsvar mod en fælles modstander, og noget helt andet selv gå på offensiven. Her var Albanis opgave ikke bare vanskeliggjort af de anti-østrigske kardinalers forskellige holdninger, men også af at man ikke vidste hvilke andre kandidater, som den østrigske kejser havde skrevet ned på Herzans fortegnelse over dem, som der skulle nedlægges veto mod. Et forsøg på at fremme den savoiardiske kardinal Gerdils kandidatur blev gjort, men han blev sendt ud af et nyt østrigsk veto.

### Den neutrale kandidat
Situationen var nu tilsyneladende fuldstændig fastlåst. Den eneste mulighed måtte ligge i at vælge en "neutral" kandidat.

#### Kardinal Ruffos rolle
Blandt de napolitanske deltagere var der en kardinal Ruffo, som kom fra et siciliansk fyrstehus og var en hengiven tilhænger af braschierne (opkaldt efter den nyligt afdøde pave, Pius VI, hvis gamle navn havde været Giannangelo Braschi). Men det var også Ruffo som havde assisteret braschiernes forsøg på at berige sig selv. Ruffos navn var stærkt knyttet til kongen og dronningen af Napoli, og til Napolis statsminister Lord Acton, i forbindelse med den antirevolutionære kampagne i Rom, var hans anseelse i den liberale kardinalsfraktion meget dårlig. Og når det kom til zelantierne var de forskrækkede over det liv han havde haft ved dronning Marie Carolines hof. De ville ikke have noget med ham at gøre. Og eftersom han var en sicilianer, var han naturligvis ikke elsket af østrigerne. Dermed fik han den kolde skulder i alle lejre.

#### Kardinal Maurys forkærlighed for chokolade
Til sidst blev Chiaramonti foreslået som den "neutrale" kandidat, og her havde Ruffo en finger med i spillet. I munkecellen ved siden af Ruffo var den franske kardinal Jean-Siffrein Maury, som repræsenterede den franske eksilkonge Ludvig XVIII. Han var kun lidt optaget af de forskellige kardinalpartiers alliancer og planlægning. Han var derimod meget interesseret i finere chokolade, og Ruffo havde modtaget en stor forsyning fra dronning Marie Caroline med den ædleste chokolade, der var at opdrive. Under de langtrukne dage og uger aflåst og isoleret i klosteret under konklavet blev den franske og den sicilianske kardinal ofte set sidende sammen over en kop chokolade, og de blev gode venner. Ruffo vidste godt at enhver kandidat som han lancerede, ville blive betragtet med den største mistænksomhed og ville næppe have nogen chancer. Derfor måtte han holde sig selv i kulisserne.
Den mand Ruffo ønskede at fremme, var kardinal Chiaramonti, som altid havde forholdt sig respektfuldt overfor Ruffo. Under deres samtaler i klosterhaven havde Ruffo også fundet ud af at Chiaramonti havde synspunkter og holdninger, som han kunne bifalde på mange punkter. Chiaramonti havde altid holdt afstand til fraktionerne, og da franske og østrigske styrker havde kæmpet mod hinanden på slagmarken nær hans bispesæde Imola, havde han vist den samme omsorg for de sårede fra begge sider. Hans holdninger og personlige levned ville tilfredsstille zelantienes høje krav. Chiaramonti havde en passende alder (56 år), og var på sin fars side beslægtet med Braschislægten. Han havde Braschi-paven at takke for sin gejstlige karriere. Braschiernes støtte ville dermed ikke være noget problem, og dermed ville også Albanis støtte være opnåelig. Videre kunne Ruffo ved hjælp af sit venskab med Maury præsentere Chiaramontis kandidatur for konklavesekretæren Consalvi, som godt nok ikke var kardinal men alligevel havde betydelig indflydelse.

#### Kardinal Maury lancerer kardinal Chiaramonti
Sådan gik det til at kardinal Chiaramonti blev lanceret som neutral kandidat af kardinal Maury. Efter en stærk indsats fra konklavesekretæren, den indflydelsesrige kirkepolitiker og senere kardinal Ercole Consalvi, blev den potentielle modstand fra det østrigske parti neutraliseret.

#### Kardinal Consalvis rolle
Consalvi vidste at Herzan ville være helt urokkelig når det gjaldt kravet om, at den nye pave skulle være villig til at ratificere Tolentino-traktaten, så Consalvi prøvede ikke engang at snakke med ham om Chiaramontis. Derimod var det ikke alle i det østrigske lejr, der lagde samme vægt på traktaten, og dem fik Consalvi over på sin side. Herzan forstod ikke før aftenen før den afgørende afstemning hvad der var ved at ske, og eftersom Chiaramonti ikke stod på hans liste over kardinaler kejser Franz II ville nedlægge veto mod, kunne han ikke lave en modaktion. Det er også sandsynligt at en samtale Herzan havde med Chiaramonti overbeviste ham om at det ikke ville skade ham at det var Chiaramonti, der blev valgt.

### Kardinal Chiaramontis valg og kroning
Kardinal Chiaramonti valgt den 14. marts 1800. Han tog navnet Pius VII og blev kronet den 21. marts på en helt speciel måde; kardinal Doria Pamphilij måtte benytte en tiara (pavekrone) lavet af papmache, lavet af lokale adelskvinder, der havde dekoreret dem med deres egne ædelsten.

## Et unikt konklave
Konklavet 1799-1800 havde en række træk der adskiller det fra mange af de foregående pavevalg, men også fra samtlige af de senere konklaver.
Dette var det sidste konklave som blev gennemført udenfor Rom. Man må helt tilbage til Det store skisma (1378) for at finde pavevalg som ikke blev foretaget i Rom.
Konklavet blev gennemført med det laveste antal deltagende kardinaler (34) siden 1534. Faktisk var det samlede antal kardinaler på denne tiden ikke højere end 45, det laveste antal siden de 31 det var i 1513.
Det var også et utroligt langvarigt pavevalg (105 dage). Det umiddelbart foregående, fra den 5. oktober 1774 til den 15. februar 1775 havde dog varet i hele 133 dage.
Den østrigske kejser nedlagde veto mod to kardinaler – det var aldrig sket før, og heller ikke senere.

## Kardinalerne som deltog i konklavet
- Gian Francesco Albani, fra Urbino, biskop af Ostia og Velletri
- Henry Benedict Stuart, biskop af Frascati
- Leonardo Antonelli, biskop af Palestrina
- Luigi Valenti Gonzaga, biskop af Porto og Santa Rufina
- Francesco Carafa di Trajetto
- Francesco Saverio de Zelada
- Guido Calcagnini, biskop af Osimo
- Bernardino Honorati, biskop af Senigallia
- Andrea Gioannetti, erkebiskop af Bologna
- Hyacinthe Sigismond Gerdil, C.R.S.P.
- Carlo Giuseppe Filippa della Martiniana, biskop af Vercelli
- Alessandro Mattei
- Franziskus Herzan von Harras
- Gianandrea Archetti
- Giuseppe Maria Doria-Pamphilj
- Gregorio Barnaba Chiaramonti, O.S.B., biskop af Imola (valgt Pius VII)
- Carlo Bellisomi, biskop af Cesena
- Francisco Antonio de Lorenzana, ærkebiskop af Toledo i Spanien
- Ignazio Busca
- Stefano Borgia
- Giambattista Caprara
- Antonio Dugnani
- Ippolito Vicenti-Mareri
- Jean-Siffrein Maury
- Giambattista Bussi de Pretis, biskop af Jesi
- Francesco Maria Pignatelli
- Aurelio Roverella
- Giulio Maria della Somaglia
- Antonmaria Doria-Pamphilj
- Romualdo Braschi-Onesti
- Filippo Carandini
- Ludovico Flangini Giovanelli
- Fabrizio Dionigi Ruffo
- Giovanni Rinuccini

## Kardinaler som ikke var tilstede
- Christoph Anton von Migazzi von Waal und Sonnenthurn, ærkebiskop af Wien i Østrig
- Dominique de La Rochefoucald, ærkebiskop af Rouen i Frankrig
- Johann Heinrich von Frankenberg, ærkebiskop af Mechelen i Belgien
- Louis-René-Eduard de Rohan-Guéménée, ærkebiskop af Strasbourg
- Giuseppe Maria Capece Zurlo Theat., ærkebiskop af Napoli
- Vicenzo Ranuzzi, biskop af Ancona e Umana
- Muzio Gallo
- Carlo Livizzani Forni
- José Francisco de Mendoça, patriark af Lissabon
- Antonio de Sentmenat y Castella, patriark af Vestindien (residens i Spanien)
- Louis-Joseph de Laval-Montmorency

45°25′44″N 12°20′37″Ø / 45.42888°N 12.34365°Ø